# Henri Chapron

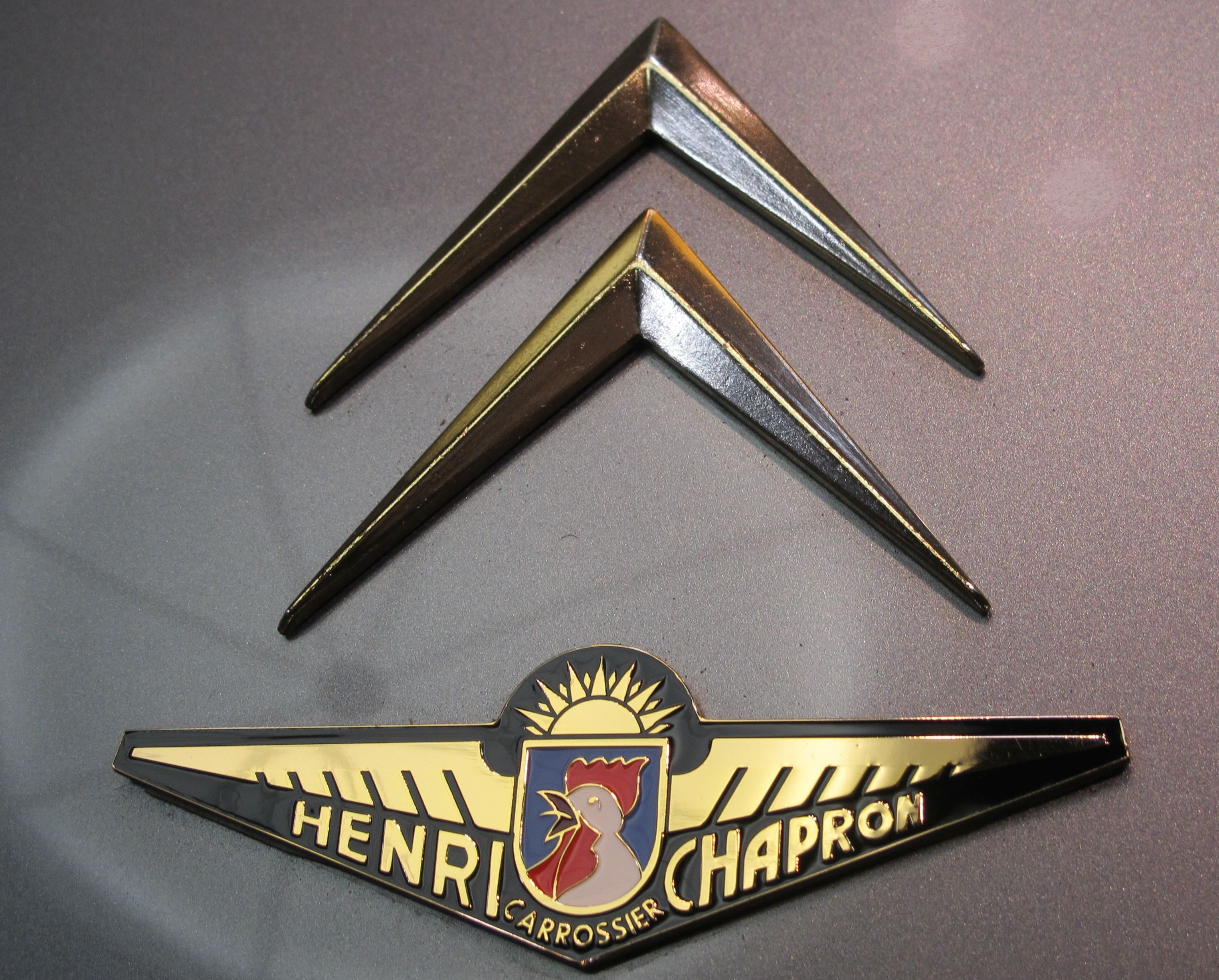
Henri Chapron-Emblem auf einem maßgefertigten Citroën

Henri Albert Maurice Chapron (* 30. Dezember 1886 in Nouan-le-Fuzelier; † 14. Mai 1978 in Levallois-Perret) war ein französischer Unternehmer, der das nach ihm benannte Karosseriebauunternehmen Ateliers Henri Chapron (kurz: Chapron) gründete und bis zu seinem Tod betrieb. Chapron war in den 1960er Jahren vor allem durch seine Cabriolet-, Coupé- und spezielle Limousinenversionen der Citroën DS bekannt, die heute zu gesuchten Klassikern gehören. Henri Chapron gilt als einer der letzten großen Automobilcouturiers Frankreichs.

## Leben
Chapron wurde in einem Dorf in der landwirtschaftlich geprägten zentralfranzösischen Region Sologne geboren. Sein Vater Valentin Chapron war Gärtner in einem benachbarten Schloss, das der Familie Louis Vuittons gehörte. Nach der Schulzeit begann Chapron eine Ausbildung zum Sattler, die er in diversen Betrieben im Loiretal und in Südfrankreich absolvierte. In den ersten Jahren des 20. Jahrhunderts arbeitete Chapron zunächst in Algerien. Er nahm am Ersten Weltkrieg teil und verrichtete dabei in erster Linie Dienste als Handwerker.
Chapron war zweimal verheiratet. Seine erste Ehe mit Berthe bestand von 1919 bis 1941. 1948 heiratete Chapron seine zweite Ehefrau Françoise, geb. Chevrier. Die Ehe bestand bis zu Henri Chaprons Tod. Er starb 1978, 92-jährig, in Paris.

## Ateliers Henri Chapron
Im März 1919 gründete Chapron das Unternehmen Ateliers Henri Chapron, das im Herbst 1920 den Geschäftsbetrieb aufnahm. Es war anfänglich im Pariser Vorort Neuilly-sur-Seine ansässig; 1923 verlegte Chapron den Sitz ins benachbarte Levallois-Perret, wo das Unternehmen größere, von Gustave Eiffel konstruierte Hallen bezog. In der unmittelbaren Nachkriegszeit beschäftigte sich das Unternehmen damit, Militärfahrzeuge aus dem Ersten Weltkrieg mit Karosserien zu versehen, die eine zivile Nutzung ermöglichten. Ab 1923 karossierte Chapron gebrauchte und neue Chassis vom Typ Ford Model T mit standardisierten Coupé- und Torpedo-Aufbauten. 1927 war das Unternehmen so stark gewachsen, dass Henri Chapon 340 Beschäftigte hatte und drei Fahrzeuge pro Woche auslieferte. In den 1930er Jahren wurde sein Unternehmen zu einem der bevorzugten Karosserielieferanten für die französischen Oberklasse-Fahrzeughersteller Delage, Delahaye und Talbot. Nach dem Zweiten Weltkrieg kam in Frankreich die Produktion von Oberklassefahrzeugen zum Erliegen. Damit gab es auch keinen Bedarf mehr für hochwertige Sonderaufbauten. Chapron rettete sein Unternehmen in den 1950er Jahren mit Einzelstücken und Reparaturaufträgen, bis 1956 die technisch revolutionäre Citroën DS auf den Markt kam. Henri Chapron erkannte in ihrer besonderen Konstruktion eine geeignete Basis für individuelle Ableitungen. Die 1958 vorgestellte offene Version des DS beruhte im Wesentlichen auf der konzeptionellen Arbeit Henri Chaprons. Chapron fertigte in den 1960er Jahren das standardisierte DS-Cabriolet im Werksauftrag; daneben entstanden im Kundenauftrag diverse individuelle Coupés, Cabriolets und Limousinen. Wiederholt gelang es Henri Chapron auch, von der französischen Regierung Aufträge für Staatskarossen zu erhalten.
Nachdem die Produktion der DS-Ableitungen weitgehend ausgelaufen war, zog sich Chapron 1972, 86-jährig, aus dem operativen Geschäft zurück. Die Leitung des Unternehmens übernahm daraufhin seine zweite Ehefrau Françoise, die es auch nach Chaprons Tod bis zur Insolvenz 1985 fortführte.